# Profundulus kreiseri
Profundulus kreiseri is een straalvinnige vissensoort uit de familie van de Midden-Amerikaanse killivisjes (Profundulidae). De wetenschappelijke naam van de soort is voor het eerst geldig gepubliceerd in 2012 door Matamoros, Schaefer, Hernández & Chakrabarty.